# Fina Marathon Swim World Series
La FINA Marathon Swim World Series, nota come "FINA 10km Marathon Swimming World Cup" fino al 2017, è una competizione internazionale di nuoto in acque libere organizzata dalla Federazione Internazionale di Nuoto (FINA). Si tratta di una serie di gare di nuoto in acque libere di 10 chilometri che si tengono ogni anno dal 2007. 
La manifestazione, nota in Italia col nome di Coppa del mondo di nuoto di fondo, si compone di una serie di tappe variabili di anno in anno, da un minimo di 4 tappe ad un massimo di 8 tappe a stagione. Le tappe si svolgono in diversi luoghi naturali in tutto il mondo. Dal 2007, solo gli eventi di 10 km (distanza olimpica dal 2008) compongono la FINA Marathon Swim World Series, quelli oltre i 10 km invece attualmente fanno parte del FINA Open Water Swimming Grand Prix. Prima del 2007 invece tutti gli eventi facevano parte di una unica competizione. 

## Regolamento
I nuotatori dei paesi membri della Federazione Internazionale di Nuoto possono partecipare alle diverse fasi di questa competizione, non è infatti obbligatorio partecipare a tutte le tappe. Vengono assegnati premi in denaro e punti per ogni gara della serie, con i punti che vengono sommati per una classifica generale (che prevede anche un montepremi finale). Ogni nuotatore riceve punti in base al suo piazzamento finale di ogni tappa, ed al termine della manifestazione il nuotatore che ha racimolato più punti in tutte le tappe del circuito e si trova in testa alla classifica generale finale si aggiudica la vittoria della Coppa del Mondo. 
I nomi delle singole edizioni delle World Series sono cambiati nel tempo, con titoli tra cui Marathon Swimming World Cup, Marathon Swim World Series e Open Water Tour.
Nell'ottobre 2010, l'ottava e ultima gara della serie a Fujairah, negli Emirati Arabi Uniti, ha fatto notizia dopo la morte dell'americano Fran Crippen durante la gara.
Nel dicembre 2021, nell'ultima tappa delle World Series dell'anno, ha debuttato una staffetta mista 4×1500 metri nell'ambito dell'Abu Dhabi Aquatics Festival. A partire dall'edizione 2022 della Coppa del Mondo le staffette entano a far parte stabilmente del programma della manifestazione, anche se ai fini della classifica generale rimangono valevoli solo i risultati delle gare individuali.

## Vincitori Coppa del Mondo
| Edizione | Anno | Uomini                                             | Donne                                          |
| -------- | ---- | -------------------------------------------------- | ---------------------------------------------- |
| 1        | 2007 | Vladimir Dyatchin (RUS)                            | Angela Maurer (GER)                            |
| 2        | 2008 | Valerio Cleri (ITA)                                | Angela Maurer (GER)                            |
| 3        | 2009 | Thomas Lurz (GER)                                  | Poliana Okimoto (BRA)                          |
| 4        | 2010 | Chad Ho (RSA)                                      | Ana Marcela Cunha (BRA)                        |
| 5        | 2011 | Thomas Lurz (GER)                                  | Angela Maurer (GER)                            |
| 6        | 2012 | Spyridon Gianniotis (GRE)                          | Ana Marcela Cunha (BRA)                        |
| 7        | 2013 | Thomas Lurz (GER)                                  | Emily Brunemann (USA)                          |
| 8        | 2014 | Allan do Carmo (BRA)                               | Ana Marcela Cunha (BRA)                        |
| 9        | 2015 | Christian Reichert (GER)                           | Rachele Bruni (ITA)                            |
| 10       | 2016 | Simone Ruffini (ITA)                               | Rachele Bruni (ITA)                            |
| 11       | 2017 | Simone Ruffini (ITA)                               | Arianna Bridi (ITA)                            |
| 12       | 2018 | Ferry Weertman (NED)                               | Ana Marcela Cunha (BRA)                        |
| 13       | 2019 | Kristóf Rasovszky (HUN)                            | Rachele Bruni (ITA)                            |
| 14       | 2020 | Cancellata a causa della pandemia di COVID-19      | Cancellata a causa della pandemia di COVID-19  |
| 15       | 2021 | Kristóf Rasovszky (HUN)                            | Ana Marcela Cunha (BRA) Oceane Cassignol (FRA) |
| 16       | 2022 | Kristóf Rasovszky (HUN) Gregorio Paltrinieri (ITA) | Ana Marcela Cunha (BRA)                        |
| 17       | 2023 | Kristóf Rasovszky (HUN)                            | Leonie Beck (GER)                              |
| 18       | 2024 | Marc-Antoine Olivier (FRA)                         | Ana Marcela Cunha (BRA)                        |